# ديفون وكورنوال للسكك الحديدية

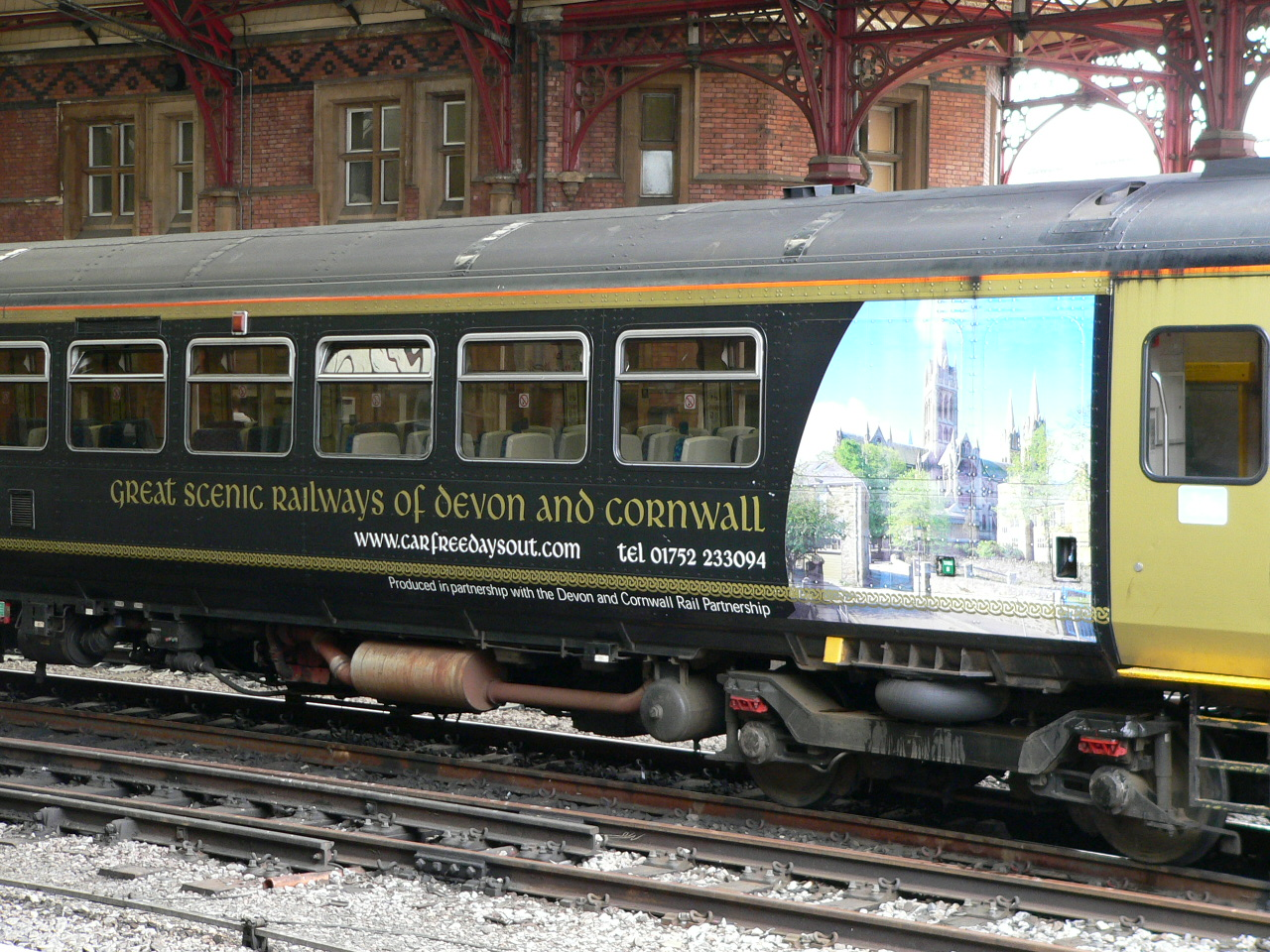
قطار من الدرجة 153 في كسوة شراكة سكك حديد ديفون وكورنوال

ديفون وكورنوال للسكك الحديدية هي أكبر شركة سكك حديدية مجتمعية في المملكة المتحدة . تم تشكيلها في عام 1991 لتعزيز استخدام وتحسين السكك الحديدية الريفية في مقاطعة ديفون وكورنوال، وكذلك للترويج للأماكن التي يتم خدمتها من أجل تحسين الاقتصاد المحلي.

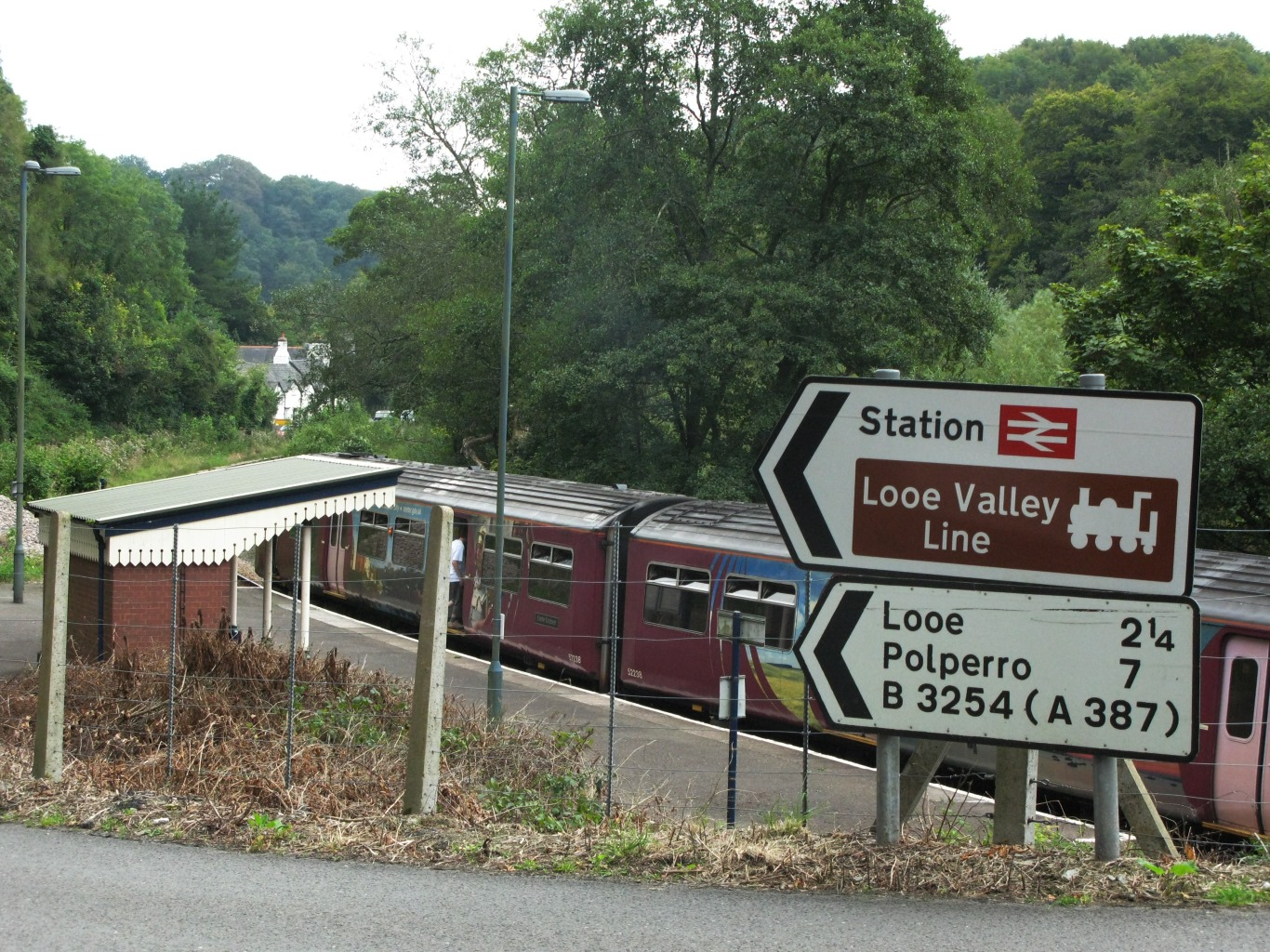
يتصل قطار Looe Valley Line في Sandplace

يتم استخدام مجموعة متنوعة من الأساليب الترويجية ، بدءًا من الجداول الزمنية للمحطة أو الخطوط وأدلة الخطوط ذات المناظر الخلابة ، وحتى العروض الترويجية الأكثر تخصصًا.

## طرق
هناك تسعة خطوط فرعية روجت لها الشركة، كل منها مدعوم من قبل المجالس المحلية مع المنتديات المحلية المكونة من ممثلين من المجتمع المحلي.

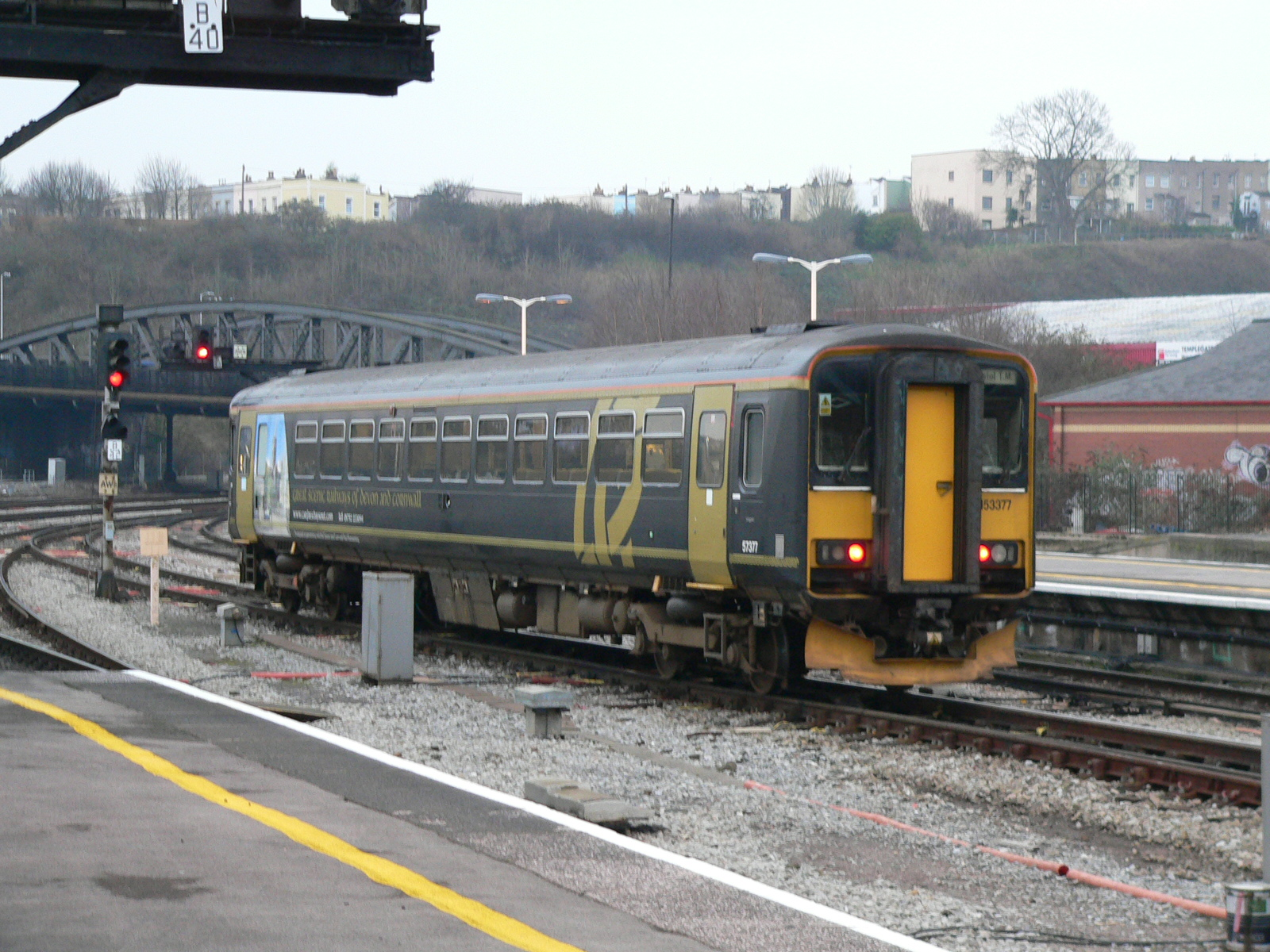
153377 في كسوة Devon & Cornwall
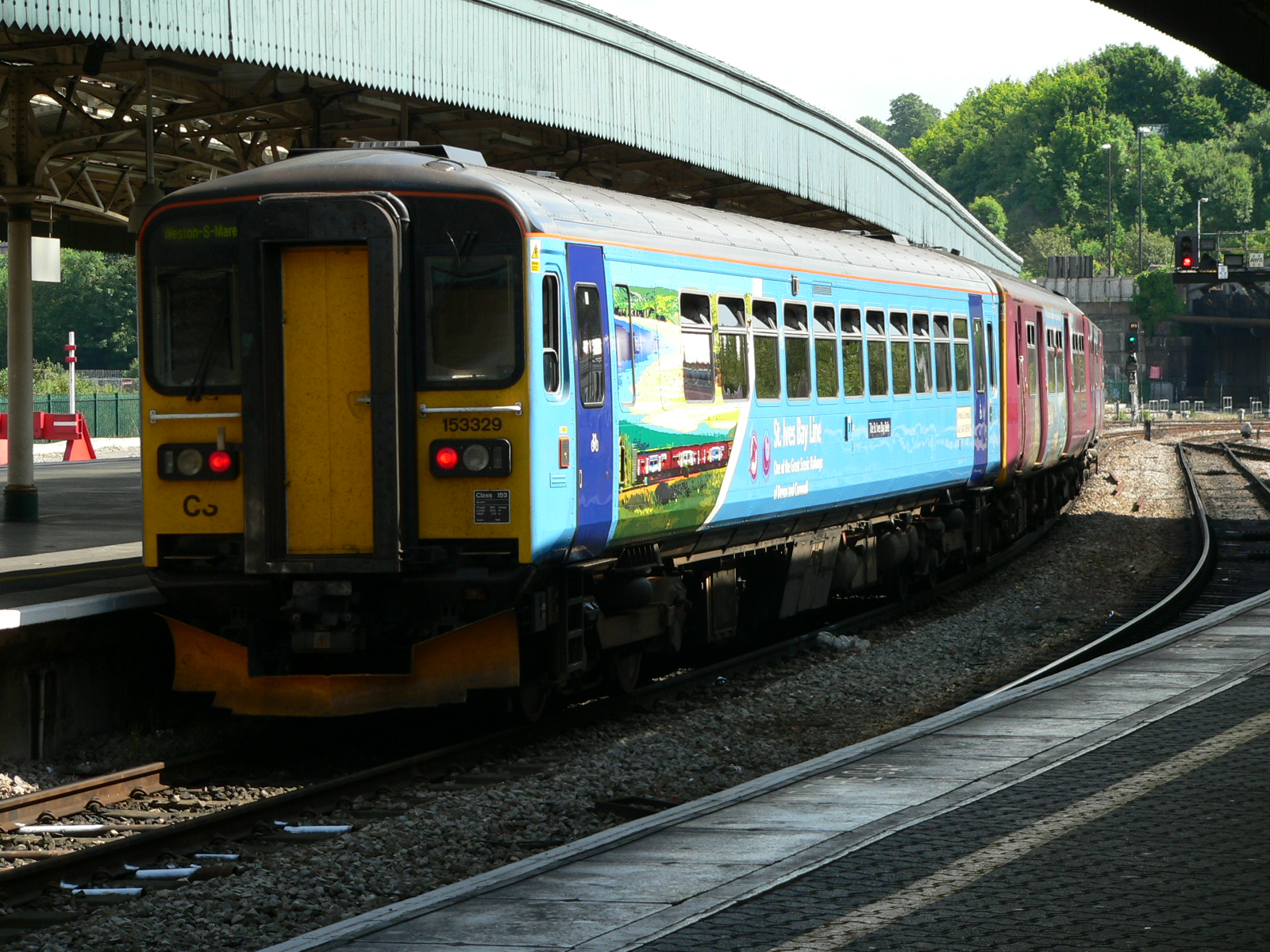
153329 St Ives Bay Line
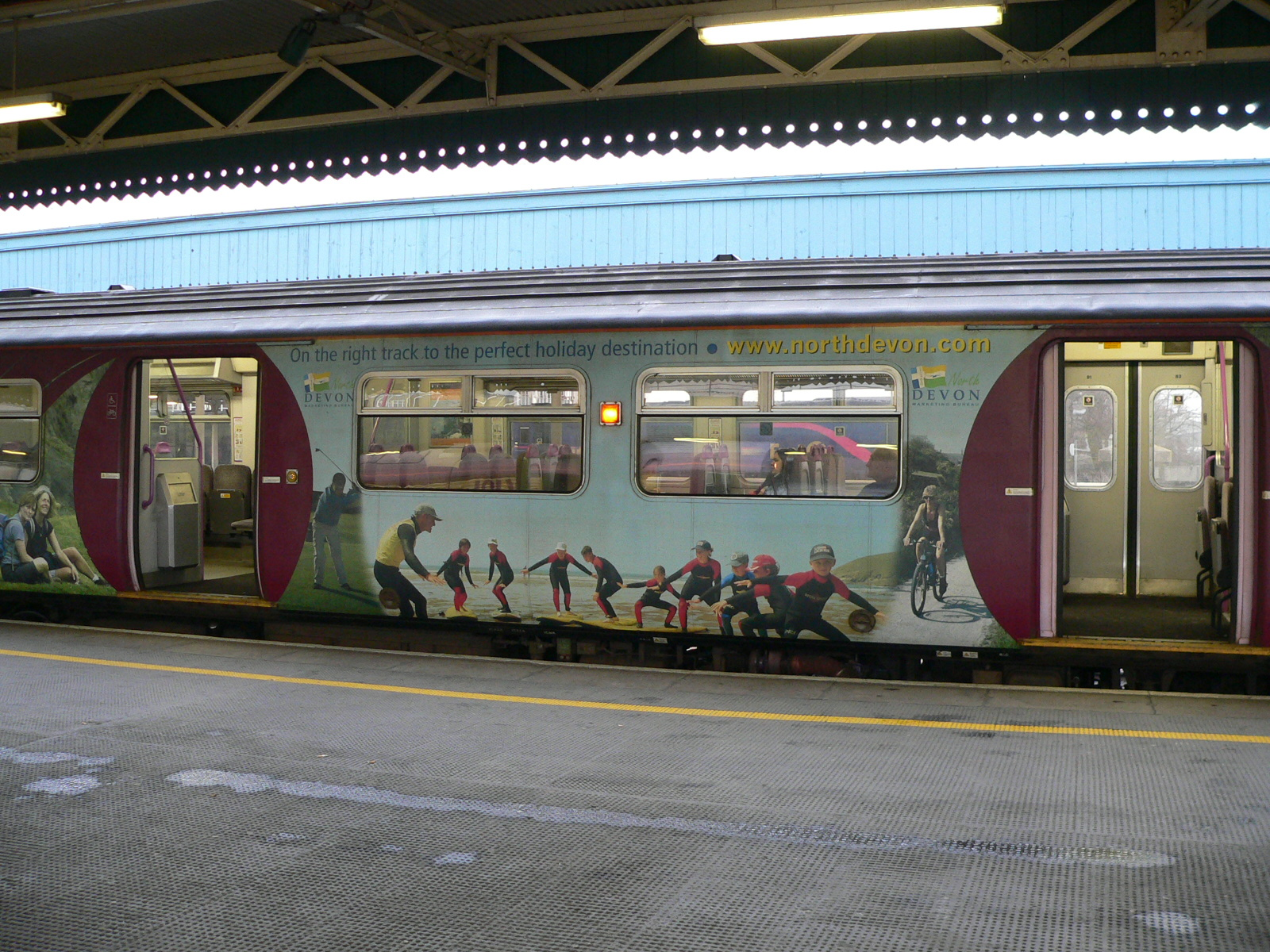
150241 The Tarka Belle

## روابط خارجية
- شراكة ديفون وكورنوال للسكك الحديدية
- مسارات Devon و Cornwall Rail Ale
- سكك حديدية رائعة ذات مناظر خلابة في ديفون وكورنوال